# Montecatini Terme
Montecatini Terme es una localidad italiana de la provincia de Pistoia, región de Toscana, con 21.038 habitantes.

Ubicación de la ciudad de Montecatini Terme dentro de la provincia de Pistoia.

## Evolución demográfica
| Gráfica de evolución demográfica de Montecatini Terme entre 1861 y 2001 |
|                                                                         |
| Fuente ISTAT - Elaboración gráfica por parte de Wikipedia               |

## Historia
La presencia humana en la zona de Montecatini Terme es ya muy vieja. Probablemente, desde el Paleolítico la región fue visitada por los cazadores itinerantes, pero solo desde el Mesolítico que muchos de los asentamientos son bien visto, especialmente en la zona montañosa de la Valdinievole, que es el centro de Montecatini.
A comienzos del siglo XIV a las fronteras de Valdinievole apareció un nuevo poder: Florencia. Los primeros florentinos debilita lo que hasta su llegada había sido el poder dominante del lugar, Siena y Arezzo, pero así como Florencia fue a darse cuenta de sus planes de dominación en región noroccidental de una revuelta de gibelinos a principios de 1300 fue capaz de frenar este proceso. A la cabeza de la rebelión estaba Uguccione Faggiola Vicario, que en 1312 se convirtió en amo imperial de Pisa y Lucca, amenazó directamente Florencia. La guerra era inevitable, porque de ese choque de toda la región dependía el dominio de Toscana.
El año crucial fue 1315, Uguccione Faggiola trató de poner sitio a Montecatini, considerada un bastión estratégico, pero gracias a su excelente ubicación y con la ayuda de los aliados de Florencia, el intento de asedio fracasado. El 29 de agosto bajo las paredes de Montecatini, no fue la batalla decisiva. Ejército Guelph (Fiorentini y aliados) fue tomada por sorpresa por el Ghibellino por Uguccione Faggiola, por lo que se produjo miles de heridos y prisioneros.
Al año siguiente, Uguccione Faggiola se vio obligado a huir y tomó su lugar Castruccio Castracani Antelminelli. Este último se convirtió en Primer Señor de Lucca entonces Pisa y logró extender su poder en el Toscana más y más. En 1323, Castruccio Castracani intento apoderarse de una de las fortalezas de Florencia, Fucecchio, pero se vio obligado a retirarse herido, y así comenzó una lenta recuperación de las poder de Florencia, que llegó a dominar la ciudad de Montecatini.
En 1530 a los pies de Montecatini se facilitó la construcción de unos tanques.
Montecatini vio otra guerra de nuevo el foco de la controversia, que se inició en 1554, y tuvo un papel principal Cosimo I de Medici y otras Pietro Strozzi, respectivamente, representantes de Florencia alianza con los hispanos y Siena con la Alianza Francesa. El 21 de junio del mismo año, Montecatini fue ocupada por Siena. Montecatini en realidad no se opuso a esta ocupación, ya que algunos Cornelio Bentivoglio, Pietro Strozzi difundió la noticia de que él era un libertador.
Montecatini una fortaleza inexpugnable pagado ahora en malas condiciones resultantes de la degradación y las dificultades ocasionados por los siglos de batallas. Así, cuando los Medici regresaron al ataque con sus tropas Montecatini cayó bajo las manos de los Medici, saqueadores sin piedad que incluso se llevaron las puertas y ventanas. Cosme llena de resentimiento por Montecatini que, se había dejado conquistar sin resistencia y no luchó para volver bajo el dominio Médicos, le ordenó que "se separan desde la base", fueron días de mucha destrucción de torres y casas, se salvaron de la destrucción sólo ciento sesenta casas, tres conventos, el Palacio del Podestà y el Palacio de Justicia.
La zona aún resultaba insalubre debido al estancamiento de agua (de la Pantano de Fucecchio). Los empresarios locales son también los extranjeros, que bajo la presión del Gran Duque Leopoldo, mando a construir canales para la eliminación de agua y la recuperación de tierras, de modo se facilitaron la utilización de fuentes termales están hechas para la construcción de las propiedades: Canopy 1779, Royal Bath 1773 y la Leopoldine térmica 1775.

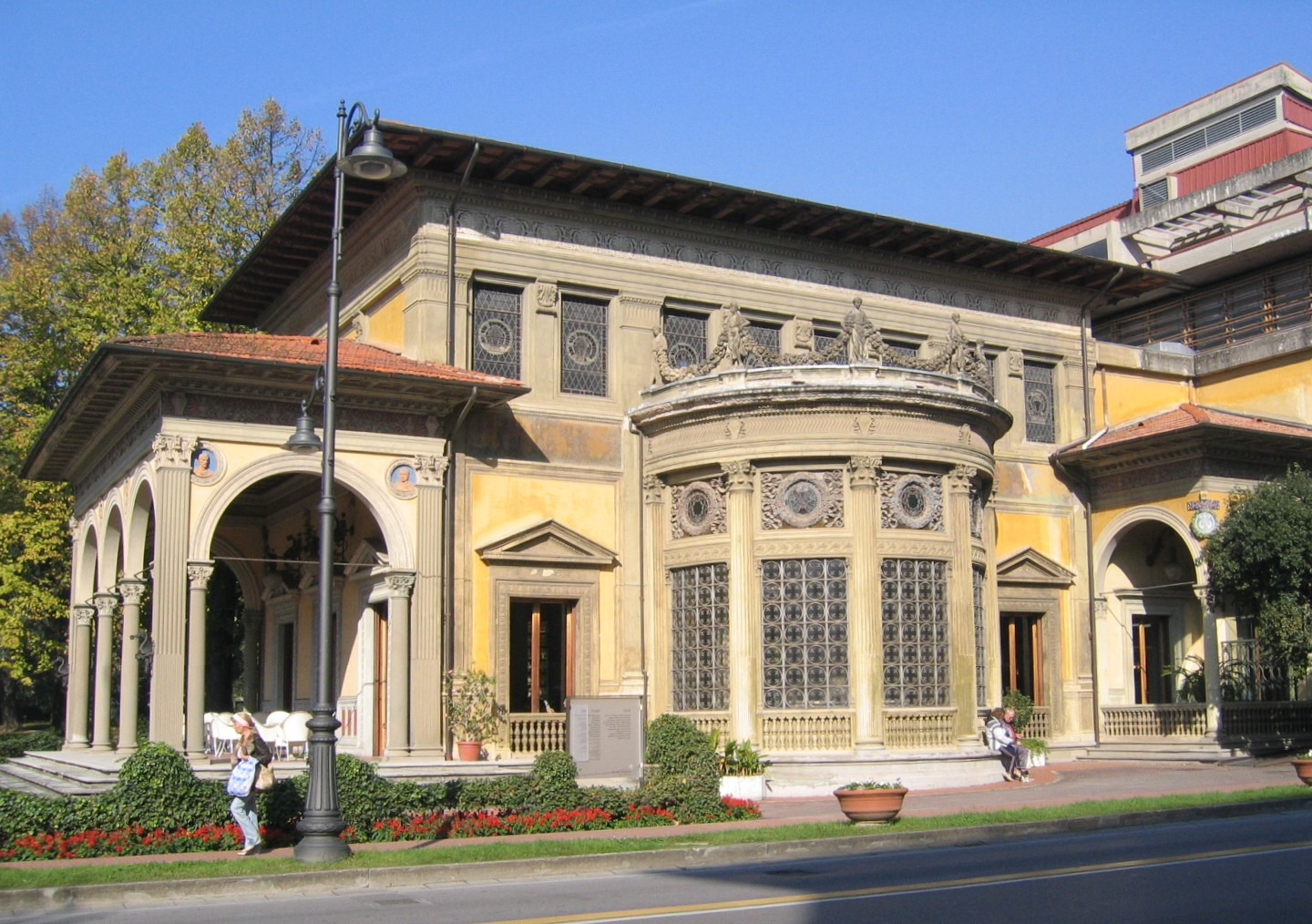
Establecimiento termal Excelsior, parte histórica.

Los siglos transcurrieronron más o menos tranquilamente hasta principios de siglo XX, específicamente 1905, cuando lo que antes era un pequeño pueblo al pie de la colina de Montecatini se convirtió en "la ciudad de Bagni di Montecatini". Este nombre sin embargo no tuvo éxito, y fue modificado posteriormente en la actual ", Montecatini Terme.
Durante esos mismo años, a caballo entre el siglo XX los beneficios del turismo ha mejorado y diversificado. Los hoteles estaban aumentado en número y calidad, era también una necesidad de combinar la atención de la diversión, la relajación, el deporte. En consecuencia, se levantó restaurantes de moda, teatros, discotecas, un casino y celebridades comenzaron a frecuentar la ciudad. De hecho, entre el final de siglo XIX y las primeras décadas del siglo XX era fácil de cumplir, en arboladas calles, parques o espacios en la ciudad, la gente como Giuseppe Verdi, Pietro Mascagni, Ruggero Leoncavallo, Trilussa, Beniamino Gigli o Luigi Pirandello.
Con estas celebridades Montecatini se convirtió en un verdadero punto de encuentro de renombre internacional. Su reputación creció hasta el punto de que, en 1926 bien registrado 75.000 ingresos de no residentes, un número enorme para la época.
La notoriedad de la ciudad fue reconocida como comentó la visita del Primer Ministro, Benito Mussolini, el 16 de mayo 1930, acompañado por Lando Ferretti.
Durante la Segunda Guerra Mundial, Don Julio Facibeni de l a Obra de la Divina Providencia Madonna del Grappa operan en un orfanato en Florencia a Montecatini, en la Villa Forini Lippi. En ella, como en otros teatros de ópera en la Toscana, se encuentran varios refugio de niños judío, incluyendo a los hermanos César y Vittorio Sacerdoti. Facibeni pudo recibir por el honor del “Justo entre las Naciones”, por el Instituto Yad Vashem de Jerusalén.
El 24 de octubre 1957 murió en el Grand Hotel & La Pace, el famoso diseñador de moda francés Christian Dior.
Montecatini Terme es uno de los destinos más populares en Italia para el turismo balneario.